# Rapport Racine
Le rapport Racine, est un rapport de 141 pages intitulé L'auteur et l'acte de création confié par le ministre de la culture français Franck Riester à Bruno Racine en avril 2019, initialement prévu pour le 15 novembre 2019, il sera finalement rapporté le 22 janvier 2020. Il fait un état des lieux de la situation des acteurs et actrices de la création en France. Il établit 23 recommandations pour renforcer la condition des artistes-auteurs.

## Réception

### Chez les auteurs
La Ligue des auteurs professionnels se félicite que « les problèmes des auteurs sont enfin actés par une mission indépendante et experte. ».
Une tribune publiée dans le journal Le Monde salue l'« intérêt de sa parution et les aspects intéressants de son contenu » mais estime que « tout n’est pas bon à prendre dans le rapport Racine ».

### Chez les éditeurs
Antoine Gallimard, le patron des éditions Gallimard critique le rapport en estimant qu'il « rend responsables les éditeurs de trop publier ».

## Postérité
Le plan gouvernemental pour aider les artistes-auteurs, annoncé par Roselyne Bachelot, le 12 mars 2021 ne reprend que 15 des 23 propositions du rapport,. Une tribune publiée dans l'hebdomadaire Télérama et signée par 1 700 auteurs et artistes dénonce que « le gouvernement a enterré toutes les mesures qui auraient pu permettre de changer cette situation ».